# あなたもアーティスト
あなたもアーティストは、2010年3月31日から2012年3月28日までNHK Eテレで放送されたテレビ番組である。『趣味悠々』の後継番組で音楽・芸術系の趣味講座番組である。

## 放送時間
- 2010年度：水曜 22:00 - 22:25／翌週水曜 13:05 - 13:30
- 2011年度：水曜 21:30 - 21:55／翌週水曜 10:30 - 10:55

## ニーハオ 二胡! チェンミンと弾こう
- 放送期間：2010年3月31日 - 2010年5月26日（全9回）
- 講師：チェン・ミン
- 生徒：林家染雀

放送リスト
1. 2010年3月31日 音楽＝音を楽しもう! 空弦練習曲（開放弦練習曲）
2. 2010年4月7日 指遣いを覚えよう 小星星（きらきら星）
3. 2010年4月14日 なめらかに弾こう 多年以前（久しき昔）
4. 2010年4月21日 弓の使い方を覚えよう 鄂倫春舞曲（オロチョン舞曲）
5. 2010年4月28日 二胡ならではの奏法 紫竹調（しちくちょう）
6. 2010年5月5日 別の音階を弾いてみよう
7. 2010年5月12日 小指の練習 故郷（ふるさと）
8. 2010年5月19日 弾く音域を広げよう 草原情歌（そうげんじょうか）
9. 2010年5月26日 あの名曲に挑戦!蘇州夜曲（そしゅうやきょく）

## 誰でも描ける 風景スケッチ 9つのコツ アニメ作品のテクニックに学ぶ
- 放送期間：2010年6月2日 - 2010年7月28日（全9回）
- 講師：増山修
- 生徒：モト冬樹、中島史恵

放送リスト
1. 2010年6月2日 空を描く
2. 2010年6月9日 水を描く
3. 2010年6月16日 樹を描く
4. 2010年6月23日 大地を描く
5. 2010年6月30日 山を描く
6. 2010年7月7日 街並みを描く
7. 2010年7月14日 日本の伝統的な家を描く
8. 2010年7月21日 室内を描く
9. 2010年7月28日 写真を見て描く

## 仲道郁代のピアノ初心者にも弾けるショパン
- 放送期間：2010年8月4日 - 2010年10月20日（全12回）
  - アンコール放送：2011年1月5日 - 2011年3月23日
- 講師：仲道郁代
- 生徒：長谷川初範

放送リスト
1. 2010年8月4日 ドレミで歌って、右手で弾いてみよう
2. 2010年8月11日 左手で実感!ショパンの音色
3. 2010年8月18日 おしゃれな低音でランクアップ
4. 2010年8月25日 右手で奏でるノクターンの調べ
5. 2010年9月1日 動きのある左手をマスターしよう
6. 2010年9月8日 夜の調べ、ノクターンを両手で
7. 2010年9月15日 誇り高きポロネーズに挑戦
8. 2010年9月22日 ピアノで和音を弾いてみる
9. 2010年9月29日 3連符を入れてさらに華麗に
10. 2010年10月6日 名曲を最初から最後まで弾く
11. 2010年10月13日 曲に表情をつけよう
12. 2010年10月20日 おさらい発表会

## 王子江と描く 水墨画を楽しもう
- 放送期間：2010年10月27日 - 2010年12月22日（全9回）
- 講師：王子江
- 生徒：兵藤ゆき、ルー大柴

放送リスト
1. 2010年10月27日 水墨画っておもしろい
2. 2010年11月3日 線で描いてみよう
3. 2010年11月10日 濃淡で表現してみよう
4. 2010年11月17日 濃淡を使い分けてみよう
5. 2010年11月24日 筆を操り表現してみよう
6. 2010年12月1日 情景を表現しよう
7. 2010年12月8日 落款を入れてみよう
8. 2010年12月15日 大作に挑む 1
9. 2010年12月22日 大作に挑む 2

## 誰でもできる はじめての切り絵
- 放送期間：2011年3月30日 - 2011年5月25日（全9回）
- 講師：久保修
- 生徒：中澤裕子、林家たい平

放送リスト
1. 2011年3月30日 紙とナイフに慣れよう
2. 2011年4月6日 下絵の基本を身につけよう
3. 2011年4月13日 写真から下絵を描いてみよう
4. 2011年4月20日 複雑な下絵に挑戦しよう
5. 2011年4月27日 色をつけてみよう
6. 2011年5月4日 色づけのテクニックを身につけよう
7. 2011年5月11日 立体作品を作ろう
8. 2011年5月18日 ハガキやうちわを切り絵で飾ろう
9. 2011年5月25日 卒業制作 自由に作品を描いてみよう

## 仏さまは このように描く やさしい仏画入門
- 放送期間：2011年6月1日 - 2011年7月27日（全9回）
- 講師：松久佳遊
- 生徒：桂吉弥
- 進行：中川緑

放送リスト
1. 2011年6月1日 仏さまのお顔を描く
2. 2011年6月8日 “白衣観音（びゃくえかんのん）”を描く
3. 2011年6月15日 “阿弥陀如来（あみだにょらい）”を描く
4. 2011年6月22日 “菩薩半跏思惟（ぼさつはんかしゆい）”を描く
5. 2011年6月29日 “誕生仏（たんじょうぶつ）”を描く
6. 2011年7月6日 “不動明王（ふどうみょうおう）”を描く 1
7. 2011年7月13日 “不動明王（ふどうみょうおう）”を描く 2
8. 2011年7月20日  “聖観音図（しょうかんのんず）”を描く 1
9. 2011年7月27日 “聖観音図（しょうかんのんず）”を描く 2

## 指1本からはじめる! 小原孝のピアノでポップスを弾こう
- 放送期間：2011年8月3日 - 2011年9月28日（全9回）
  - アンコール放送：2012年2月1日 - 2012年3月28日
- 講師：小原孝
- 生徒：くわばたりえ

放送リスト
1. 2011年8月3日 “かごめかごめ” 黒鍵で遊ぼう
2. 2011年8月10日 “戦場のメリークリスマス” 音符と仲よく
3. 2011年8月17日 “第三の男” 両手で軽やかに弾こう
4. 2011年8月24日 “言葉にできない”“赤いスイートピー” サビを弾こう
5. 2011年8月31日 “世界に一つだけの花” リズムに乗ってカッコよく!
6. 2011年9月7日 “ハッピー・バースデー・トゥー・ユー”
7. 2011年9月14日 “ヘビーローテーション” アンサンブルに挑戦
8. 2011年9月21日 “上を向いて歩こう” 心を込めて弾こう
9. 2011年9月28日 楽しく弾こう発表会

## 挫折者救済! きりばやしひろきのギター塾
- 放送期間：2011年10月5日 - 2011年11月30日（全9回）
- 講師：きりばやしひろき
- 生徒：兵藤ゆき

放送リスト
1. 2011年10月5日 救済コードで１曲弾き語ろう メロディ・フェア
2. 2011年10月12日 ストロークで曲にリズムを!
3. 2011年10月19日 本格コードと美しいコードチェンジ
4. 2011年10月26日 シャッフルビートをマスター
5. 2011年11月2日 8ビートに磨きをかける! テイク・イット・イージー
6. 2011年11月9日 16ビートで駆け抜けよう
7. 2011年11月16日 これでマスター!バレーコード ムーン・リバー
8. 2011年11月23日 リフでメロディーを奏でよう ノルウェーの森
9. 2011年11月30日 実践!ライブの極意

## 水彩絵の具で描く 増山修のアニメ流風景スケッチ術
- 放送期間：2011年12月7日 - 2012年1月25日（全8回）
- 講師：増山修
- 生徒：乾貴美子、鈴木裕樹

放送リスト
1. 2011年12月7日 空と雲を描く
2. 2011年12月14日 海を描く
3. 2011年12月21日 花と草を描く
4. 2011年12月28日 山と樹を描く
5. 2012年1月4日 並木道を描く
6. 2012年1月11日 洋館を描く
7. 2012年1月18日 古い日本家屋を描く
8. 2012年1月25日 写真を見て描く